# Ṣ̄
Ṣ̄ (minuskule: ṣ̄) je zřídka užívaný speciální znak latinky, který se nazývá S s vodorovnou čárkou a tečkou dole.
Používá v několika přepisech thajštiny, severní thajštiny a judeo-arabštiny do latinky, dále se používá pro přepis písma kharóšthí do latinky.
V Unicode mají písmena tyto kódy:
- Ṣ̄ U+1E62 U+0304
- ṣ̄ U+1E63 U+0304